# Vodní pólo na mistrovství Evropy v plaveckých sportech 1977
Zápasy ve vodním pólu na mistrovství Evropy v plaveckých sportech za rok 1977 proběhly v Jönköpingu (skup. A) a Falköpingu (skup. B), Švédsko ve dnech 14. až 21. srpna 1977.

## Československá stopa
V nominaci bylo 11 hráčů a 2 nehrající náhradníci. Výběr tvořili poprvé zástupci výhradně slovenských klubů: Juraj Kula (*1959) z TJ Červená hviezda Košice, Jozef Cifra (*1950) z VTJ Dukla Banská Bystrica, Radomír Jaška (*1957) z TJ Červená hviezda Košice, Peter Šalát (*1950) z TJ Červená hviezda Košice, Marián Dabrovský (*1955) z TJ Červená hviezda Košice, Tomáš Tomík (*1955) z TJ Červená hviezda Košice, Ján Bohát (*1954) z TJ TS Topoľčany, Peter Baďura (*1948) z TJ Červená hviezda Košice, Jaroslav Techlovský (*1949) z TJ Červená hviezda Košice, Pavol Tkáč (*1950) z TJ Červená hviezda Košice, Vladimír Prelovský (*1951) z TJ CHZWP Nováky a náhradníci Pavol Kováč (*1949) z TJ TS Topoľčany, Karol Bačo st. (*1957) z TJ Červená hviezda Košice. Trenér Ladislav Bottlik.
Československo mělo po minulém ročníku 1974 možnost hrát baráž o postup do A skupiny, ale kvalifikačního turnaje na ostrově Hvar se nakonec neúčastnilo. Československo tak hrálo opět skupinu B mistrovství Evropy, pouze s naději postoupit od příštího mistovství v roce 1981 do skupina A. Z turnaje B skupiny odstoupilo Dánsko. V úvodním zápase Československo porazilo Polsko 7:1. Ve druhém zápase Československo porazilo Spojené království 9:2. Ve třetím zápase Československo remizovalo se Švédskem 3:3. Ve čtvrtém zápase Československo porazilo Francii 7:3. V pátém zápase Československo prohrálo s Bulharskem 2:6 a v šestém zápase Československo prohrálo s Řeckem 3:8. Československo skončilo ve skupině B s 3 výhrami, 1 remízou a 2 prohrami na 3. místě, skóre 31:23. Nejlepším střelcem byl Peter Baďura s 15 brankami. 
- TCH – POL 7:1 (0:0, 1:1, 1:0, 5:0), Branky TCH: Peter Baďura 2, Jaroslav Techlovský 1, Radomír Jaška 1, Marián Dabrovský 1, Tomáš Tomík 1, Vladimír Prelovský 1
- TCH – GBR 9:2 (3:0, 4:1, 2:1, 0:0), Branky TCH: Peter Baďura 7, Tomáš Tomík 1, Jaroslav Techlovský 1
- TCH – DEN (Dánsko se krátce před turnajem odhlásilo)
- TCH – SWE 3:3 (0:0, 2:1, 0:2, 1:0), Branky TCH: ???
- TCH – FRA 7:3 (2:1, 1:1, 2:0, 2:1), Branky TCH: Peter Baďura 3, Vladimír Prelovský 1, Ján Bohát 1, Radomír Jaška 1, Peter Šalát 1
- TCH – BUL 2:6 (???), Branky TCH: ???
- TCH – GRE 3:8 (???), Branky TCH: ???

O zápasech se Švédskem, Bulharskem, a Řeckem se v českém tisku zmínili jen mezi řádky. Slovenský šport o nepovedených zápasech vůbec neinformoval. O zbývajících 8 branek Československa se měli podělit Peter Baďura 3, Marián Dabrovský 3, Radomír Jaška 1 a Ján Bohát 1.

## Medailisté
| Muži | Zlato | Stříbro | Bronz |
| ---- | --- | --- | --- |
| Tým  | Maďarská lidová republika (HUN) (Gábor Csapó, Tamás Faragó, György Gerendás, György Horkai, György Kenéz, István Magas, Endre Molnár, József Somossy, János Steinmetz, Attila Sudár, István Szívós, Tamás Wiesner, Peter Wolf) | Jugoslávie (YUG) (Predrag Vranješ, Zoran Gopčević, Damir Polić, Ratko Rudić, Zoran Mustur, Mirsad Galijaš, Siniša Belamarić, Slobodan Trifunović, Boško Lozica, Predrag Manojlović, Luka Vezilić, Đorđe Popović, Zoran Roje) | Itálie (ITA) (Umberto Panerai, Roldano Simeoni, Silvio Baracchini, Sante Marsili, Marcello Del Duca, Paolo Ragosa, Gianni De Magistris, Marco Pirone, Luigi Castagnola, Romeo Collina, Massimo Fondelli, Riccardo De Magistris, Andrea Tiro) |

pozn. Dva hráči ze sestav byli nehrajícími náhradníky tj. náhradníci na tribuně, nebo necestujující náhradníci připraveni na telefonu dorazit v případě zranění.